# Nikita Kaydash
Nikita Andreyevich Kaydash (tiếng Nga: Никита Андреевич Кайдаш; sinh ngày 1 tháng 3 năm 1996) là một cầu thủ bóng đá người Nga. Anh thi đấu cho FC Veles Moskva.

## Sự nghiệp câu lạc bộ
Anh có màn ra mắt tại Giải bóng đá chuyên nghiệp quốc gia Nga cho F.K. Khimki vào ngày 15 tháng 9 năm 2015 trong trận đấu với FC Solyaris Moskva.